# Mastafa Güler
Mastafa Güler (* 31. März 1975) ist ein ehemaliger türkischer Straßenradrennfahrer.
Mastafa Güler wurde 2003 Etappenzweiter bei dem siebten Teilstück der International Presidency Turkey Tour. Im nächsten Jahr entschied er eine Etappe bei der Azerbaïjan Tour für sich. In der Saison 2009 wurde er Etappendritter bei der Ägypten-Rundfahrt und belegte auch den dritten Platz in der Gesamtwertung. 2009 wurde Güler türkischer Meister im Straßenrennen.

## Erfolge
2004
- eine Etappe Azerbaïjan Tour

2009
- Türkischer Meister – Straßenrennen